# Catocala jocasta
Catocala jocasta là một loài bướm đêm trong họ Erebidae.